# Pierwszy rząd Otto Grotewohla
Pierwszy rząd Otto Grotewohla był pierwszym rządem NRD.
| Ministerstwo                                                  | Minister                                     | Partia       |
| ------------------------------------------------------------- | -------------------------------------------- | ------------ |
| Premier od 7 września 1949                                    | Otto Grotewohl                               | SED          |
| Wicepremierzy                                                 | Walter Ulbricht Hermann Kastner Otto Nuschke | SED LDPD CDU |
| Ministerstwo Spraw Zagranicznych NRD                          | Georg Dertinger                              | CDU          |
| Ministerstwo Spraw Wewnętrznych NRD                           | Karl Steinhoff                               | SED          |
| Ministerstwo Finansów                                         | Hans Loch                                    | LDPD         |
| Ministerstwo Oświaty i Młodzieży                              | Paul Wandel                                  | SED          |
| Ministerstwo Przemysłu                                        | Fritz Selbmann                               | SED          |
| Przewodniczący Państwowej Komisji Planowania                  | Heinrich Rau                                 | SED          |
| Ministerstwo Handlu i Materiałów zaopatrzeniowych             | Georg Handke                                 | SED          |
| Ministerstwo Zaopatrzenia                                     | Karl Hamann                                  | LDPD         |
| Ministerstwo Odbudowy                                         | Lothar Bolz                                  | NDPD         |
| Ministerstwo Pracy i Ochrony Zdrowia                          | Luitpold Steidle                             | CDU          |
| Ministerstwo Sprawiedliwości                                  | Max Fechner                                  | SED          |
| Ministerstwo Poczty i Łączności                               | Friedrich Burmeister                         | CDU          |
| Ministerstwo Transportu                                       | Hans Reingruber                              | bezpartyjny  |
| Ministerstwo Leśnictwa                                        | Ernst Goldenbaum                             | DBD          |
| Ministerstwo Bezpieczeństwa Państwowego NRD od 17 lutego 1950 | Wilhelm Zaisser                              | SED          |
| Ministerstwo Informacji od 19 września 1949                   | Gerhart Eisler                               | SED          |